# Célio Caneca

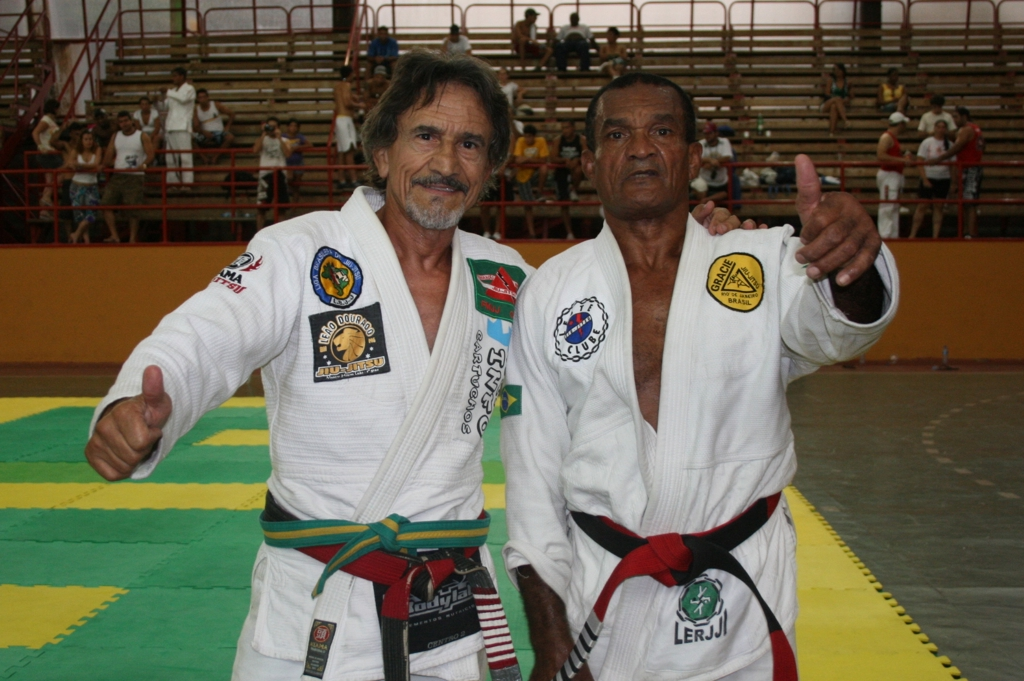
Hilton Leão e Célio Caneca durante o 20.º Campeonato Brasileiro Interclubes de Jiu-Jitsu, 2009.

Célio Caneca (Rio de Janeiro - 1942), é lutador e mestre de jiu-jitsu (faixa vermelha e branca - 8º grau) foi um dos fundadores da Liga do Estado do Rio de Janeiro de Jiu-Jitsu.  
Em 1991 foi vice-presidente da Liga Brasileira de Jiu-Jitsu em sua diretoria provisória, pós fundação. Na casa dos 70 anos, o mestre ainda demonstra vigor ao competir em campeonatos como o Internacional Master & Senior de Jiu-Jitsu, realizado pela International Brazilian Jiu-Jitsu Federation (IBJJF). Mestre Célio realiza seminários e congressos voltados para prática de artes marciais e vem visitando diversas academias transmitindo sua sabedoria a atletas de faixa branca à preta.